# Relations entre la république démocratique du Congo et l'Union européenne
Les relations entre la république démocratique du Congo et l’Union européenne reposent sur l'aide fournie par l'Union et ses États membres pour assurer la stabilité du pays.

## Histoire
Pour la période 2008-2013, l'aide du Fonds européen de développement fournie à la RDC s'élevait à 584 millions d'euros.
L'Union a aussi participé à la stabilisation de l'est de la RDC, notamment en octroyant 300 millions d'euros d'aide humanitaire à l’État afin d'encourager le processus de réinsertion.
Deux missions, EUSEC et EUPOL sont déployées depuis 2005 en RDC pour assister et conseiller le gouvernement dans la reconstruction de la police et de l'armée.
En 2018 et dans un contexte de crise politique depuis deux ans, le gouvernement congolais signifie à la Belgique la fermeture du consulat Schengen à Kinshasa (délégation de l'Union européenne regroupant les services diplomatiques de plusieurs États membres) et d'autres agences de développement belges.
En février 2024, la signature d'un accord de coopération entre le Rwanda et l'Union européenne sur les matières premières suscite une vive réaction en RDC, en raison des tensions entre les deux pays liées au soutien du Rwanda envers l'offensive du M23. Le gouvernement kino-congolais exprime son mécontentement, estimant qu'l y a un contraste entre cet accord et les valeurs de l'UE en matière de droits humains. L'UE se défend en affirmant son impartialité et en condamnant l'action des groupes armés dans la région, tout en mettant en avant sa volonté de promouvoir des projets miniers durables et responsables avec ses partenaires, malgré les critiques du gouvernement kino-congolais.

## Sources

## Compléments